# Belarmino Tomás
Belarmino Tomás Álvarez (Tueya, Llavandera, Gijón, Asturias, el 29 de abril de 1892 - México, 14 de septiembre de 1950) fue un destacado sindicalista y político socialista español.

## Biografía
Belarmino Tomás, primero fue minero y luego fue un prominente líder sindical minero asturiano (SMA-UGT) y político socialista (PSOE), originario de Tuilla (Tueya). Presidió el SMA desde 1920 hasta el final de la Guerra Civil y también dirigió las Juventudes Socialistas de Asturias en los años 20.
Fue una figura clave en la convulsa década de 1930, participando activamente en la Revolución de Octubre de 1934, tras la cual negoció la rendición (aunque los términos no fueron respetados). En 1936 fue elegido diputado por el Frente Popular.
Durante la Guerra Civil, lideró comités del Frente Popular y presidió el Consejo Soberano de Asturias y León. Tras la caída de Asturias en 1937, ocupó cargos en la zona republicana antes de exiliarse a Francia y, finalmente, a México en 1940. En el exilio, continuó su actividad política y sindical, presidiendo la UGT en el exilio hasta su muerte en México en 1950.

### II República
Como uno de los principales dirigentes obreros asturianos en la Revolución de 1934 contra el gobierno republicano español, tuvo un destacado papel en la dirección de la misma junto al también socialista Ramón González Peña. Ante el envío de fuerzas de la Legión y los Regulares hubo de hacer frente a la evidencia del fracaso de la revolución. En los momentos finales de la misma haría un llamamiento a los obreros y mineros para el final de la lucha:

¡Camaradas! ¡Soldados rojos! Delante de vosotros, convencidos de que hemos sido fieles a la confianza que depositasteis en nosotros, venimos a hablaros de la triste situación a la que se ve reducido nuestro glorioso movimiento de insurrección. Hemos de confesar nuestras conversaciones de paz con el general del Ejército enemigo. Pero hemos sido derrotados solo por un tiempo. Todo lo que podemos decir es que en el resto de las provincias de España, los trabajadores no han sabido cumplir con su deber y no nos han ayudado. A causa de ello, el gobierno ha podido dominar la insurrección de Asturias. Además, aunque tenemos fusiles, ametralladoras, y cañones, carecemos de munición. Todo cuanto podemos hacer es concertar la paz. Pero esto no significa que abandonemos la lucha de clases. Nuestra rendición de hoy no será más que un alto en el camino, que nos servirá para corregir nuestros errores y para prepararnos para la próxima batalla, que habrá de terminar en la victoria final de los explotados...

Encarcelado tras la intentona, a comienzos de 1935 un tribunal militar le condenó a muerte por aquellos hechos pero finalmente fue conmutada por pena de cárcel. En las elecciones generales de España de 1936 resultó elegido diputado del Frente Popular por Asturias, siendo inmediatamente liberado de prisión.

### Golpe de Estado en España de julio de 1936 y Guerra de España
En los primeros momentos del golpe de Estado de julio de 1936, tanto Tomás como González Peña confiaron en la fidelidad del comandante militar de Asturias, el general Aranda. Tras sublevarse este, Tomás se convirtió en uno de los líderes en la Asturias que permaneció fiel a la República, presidiendo durante los primeros meses el Comité Popular de Sama de Langreo, y luego en la principal autoridad de Asturias. Durante este periodo ordenó el saqueo del Castillo de Blimea, según testigos presenciales.
En el contexto de la reciente derrota republicana en Santander, al crearse el 24 de agosto de 1937 el Consejo Soberano de Asturias y León es nombrado presidente del mismo. Al frente de este "cantón" independiente destituyó al general Gamir Ulibarri como comandante del Ejército del Norte, y nombró al coronel Adolfo Prada como comandante del mismo. El historiador británico Hugh Thomas escribió sobre Belarmino Tomás Álvarez, en su obra monumental "La Guerra Civil Española" y destacó estos cuatro puntos:
1. Líder Minero y Socialista Clave: Thomas reconoce a Belarmino Tomás como una figura central del socialismo asturiano y, sobre todo, como el líder indiscutible del poderoso Sindicato Minero Asturiano (SMA-UGT). Su influencia en la cuenca minera era inmensa.
2. Protagonista en Octubre de 1934: Hugh Thomas detalla su papel crucial como uno de los principales dirigentes de la Revolución de Asturias de 1934. Destaca su rol en el comité revolucionario y, especialmente, su intervención al negociar las condiciones de la rendición con el general López Ochoa, un episodio que Thomas narra con detalle, señalando a menudo la dignidad o pragmatismo de Tomás en esa difícil situación, aunque los términos pactados no fueran respetados posteriormente por el gobierno.
3. Presidente del Consejo de Asturias y León: Durante la Guerra Civil, Thomas subraya su posición como presidente del Comité del Frente Popular de Asturias y, más significativamente, como presidente del Consejo Soberano de Asturias y León. Thomas analiza este Consejo como un ejemplo de la fragmentación del poder en la zona republicana y la emergencia de poderes regionales fuertes, siendo Tomás la cabeza visible de este órgano casi independiente en la práctica. Lo presenta como el hombre fuerte de la Asturias republicana durante gran parte de la contienda en el norte.[13]
4. Representante del Poder Regional: En general, Thomas lo sitúa como un líder regional poderoso, encarnando la fuerza del movimiento obrero asturiano y su particularismo dentro del contexto de la República y la Guerra Civil.

Tras la caída del Frente Norte se trasladó a la Zona Centro, donde pasó a desempeñar el cargo de Comisario General de Aire (por ende, de las Fuerzas Aéreas republicanas). Desde este cargo, en el que mostró poca efectividad, tuvo numerosos enfrentamientos con los pilotos españoles y los asesores soviéticos.

### Exilio
Al finalizar la guerra de España salió del país por la frontera francesa y se exilió en México, donde falleció en 1950. Años después su cuerpo fue trasladado al cementerio de La Felguera (Langreo), donde también hay una calle con su nombre.

## Belarmino Tomás y la Revolución de Asturias en el cine y en la literatura

### Literatura
- 2918 . Cuaderno de la revolución, Ramón Lluis Bande, Guion expandido de la película musical "Cantares de una revolución, editorial Pez de Plata, ISBN 978-84-949177-6-9

### Cine
- 2018 - Cantares de una revolución, Ramón Lluis Bande.[16]
- 2020 - Vaca mugiendo entre ruinas, Ramón Lluis Bande